# Costanana minuta
Costanana minuta är en insektsart som beskrevs av Spångberg 1878. Costanana minuta ingår i släktet Costanana och familjen dvärgstritar. Inga underarter finns listade i Catalogue of Life.